# Robert Lee Gibson
Robert Lee Gibson (Cooperstown, New York, 1946. október 30.–) amerikai űrhajós.

## Életpálya
1969-ben a Kaliforniai Műszaki Állami Egyetem repüléstechnikai mérnök oklevelet szerzett. 1969-ben belépett a haditengerészet repülői közé. Több típusú repülőgéppel teljesített szolgálatot. 1977-től a haditengerészet berepülő pilótája, tesztrepülőgépe az F–14 különböző változatai és felszerelései. Saját maga épített repülőgépével közlekedett. Több mint 6000 órát töltött a levegőben (repülő/űrrepülőgép), több mint 111 típusú polgári és katonai repülőgépen szolgált.
1978. január 16-tól a Lyndon B. Johnson Űrközpontban részesült űrhajóskiképzésben. Öt űrszolgálata alatt összesen 36 napot, 4 órát és 15 percet (868 óra) töltött a világűrben. 1992. decembertől 1994. szeptemberig  az Űrhajózási Iroda vezetője. 1996-tól a hajózó személyzet igazgatóhelyettese. Űrhajós pályafutását 1996. november 15-én fejezte be. 2007-től a Benson Co.  (Kalifornia) űrkutatási társaság üzemeltetési vezérigazgató-helyettese, fejlesztő tesztpilóta.

## Űrrepülések
- STS–41–B, a Challenger űrrepülőgép 4. repülésének pilótája. Mintegy 8 órával a felemelkedés után pályába helyezték a műholdakat. A Westar–6 és a Palapa–4 (Palapa–B2) műholdak PAM–D motorja nem tudta megfelelő pályára állítani a műholdakat. Első alkalommal történt, hogy az űrsétát biztosító kábel nélkül hajtották végre. Végrehajtották az előírt kutatási, kísérleti feladatokat. Első alkalommal szálltak le az indítást biztosító Kennedy Űrközpont repülőterére. Első űrszolgálata alatt összesen 7 napot, 23 órát és 15 percet (192óra) töltött a világűrben. 5 329 150 kilométert (3 311 380 mérföldet) repült, 128 alkalommal kerülte meg a Földet.
- STS–61–C, a Columbia űrrepülőgép 7. repülésének parancsnoka. Telepítették a Satcom KU kommunikációs műholdat. Végrehajtották az előírt kutatási, kísérleti feladatokat. Sikeres éjszakai leszállást végeztek. Második űrszolgálata alatt összesen 6 napot, 2 órát és 3 percet (146 óra) töltött a világűrben. 4 069 481 kilométert repült, 98 alkalommal kerülte meg a Földet.
- STS–27, az Atlantis űrrepülőgép 3. repülésének parancsnoka. Az Amerikai Védelmi Minisztérium megbízásából a küldetés során útnak indítottak egy katonai műholdat. Harmadik űrszolgálata alatt összesen 4 napot, 9 órát és 5 percet (105 óra) töltött a világűrben. 2 929 000 kilométert repült, 68 alkalommal kerülte meg a Földet.
- STS–47, az Endeavour űrrepülőgép 2. repülésének parancsnoka. Kilencedik alkalommal szállította a világűrbe a Spacelab mikrogravitációs laboratóriumot, melyben a nemzetközi legénység többek között biológiai és anyagtudományi kísérleteket végzett. Az elvégzett 44 kísérlet közül 35-öt a Japán Űrügynökség finanszírozott. Negyedik űrszolgálata alatt összesen 7 napot, 22 órát, 30 percet és 23 másodpercet (190 óra) töltött a világűrben. 5 265 523 kilométert repült, 126 alkalommal kerülte meg a Földet.
- STS–71, Atlantis űrrepülőgép 14. repülésének parancsnoka. Ez volt az első űrrepülő küldetés, amelyik az orosz Mir űrállomásson dokkolt, és legénységet cserélt. Az Atlantist olyan dokkolóval látták el, amelyik illeszkedett a Mir űrállomásra előzetesesen szerelt dokkolóval. Kutatásaikhoz, vizsgálataikhoz alkalmazták a Spacelab modult. Ötödik űrszolgálata alatt összesen 9 napot, 19 órát és 22 percet (235 óra) töltött a világűrben. 6 600 000 kilométert (4 100 000 mérföldet) repült, 153 alkalommal kerülte meg a Földet.